# Bevrijdingsmonument Velp

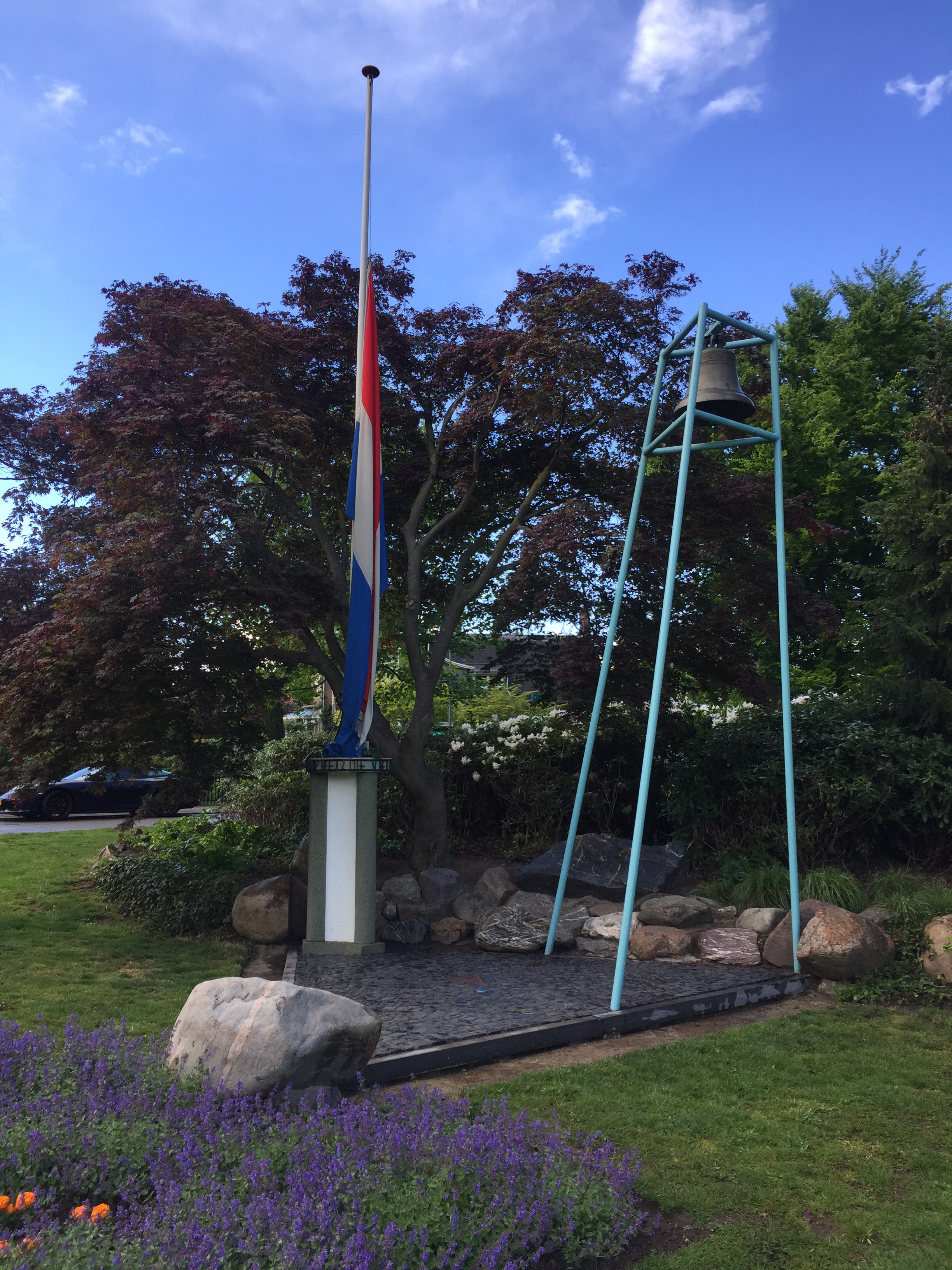

Het bevrijdingsmonument aan de Vijverlaan in Velp is een oorlogsmonument dat dient als herinnering aan het offer dat oorlogsslachtoffers brachten voor een leven in vrijheid.  
Op 16 april 1992 werd het monument, na de toevoeging van een vredesklok, officieel ingeluid door toenmalig burgemeester T.J. Koek.

## Ontstaansgeschiedenis
Op 4 mei 1950 werd het monument onthuld. Tot 16 april 1992 bestond het bevrijdingsmonument uit een stenen plateau omringd door drie zwerfkeien. In 1990 kwam de heer J. Driessen met het idee om een bevrijdingsklok toe te voegen aan het bevrijdingsmonument. Hij wilde een extra dimensie aan de dodenherdenking toevoegen door het luiden van een bevrijdingsklok. Hij legde zijn idee voor aan het Comité 40-45, de oranjevereniging Velp voor Oranje en de Geërfden van Velp, waar hij bestuurslid was. Ook het gemeentebestuur reageerde positief op de plannen van de heer Driessen.
Een deel van het geld voor de klok werd vervolgens beschikbaar gesteld door de Geërfden van Velp. Daarnaast doneerde de stichting Comité 40-45 12.000 gulden en waren er ook verschillende bewoners uit Velp die geld doneerden voor de realisatie van het monument. Het verkrijgen van een bouwvergunning duurde echter langer dan verwacht. Omdat er hierdoor zoveel vertraging ontstond werd de bouw uitgesteld tot 1992.
Op 8 april 1992 werd de klok in de stoel gehangen en werd de gedenksteen schoongemaakt door stratenmakers om zo te blinken voor de officiële opening op 16 april.

## Ontwerp en betekenis
Voor het monument werd de Velpse kunstenaar Eugène Terwindt benaderd. Terwindt had al eerder een klokkenstoel voor de Walburgiskerk in Arnhem ontworpen en leek daarom de geschikte persoon voor de opdracht. Terwindt heeft voor zijn ontwerp gekeken naar de ligging van het monument. De keien moesten uit Denemarken komen omdat de gemeente dergelijke stenen niet tot haar beschikking had. De zwerfkeien dienen als symbool voor de hardheid van het verzet tegen de Duitsers. Naast de klokkenstoel staat een vlaggenmast met daaraan de Nederlandse vlag.

## Inscriptie
Er zijn twee verschillende inscripties bij het monument. In de vloer van het monument is een driehoekige steen geplaatst, met de woorden: willen, voelen, denken. "Emoties die in de oorlog hebben gespeeld", aldus burgemeester T.J. Koek. Behalve de inscriptie in de driehoekige steen is er nog een inscriptie. Aan de vlaggenmast is er een gedenkplaat gemonteerd met de tekst: voor hen die vielen.

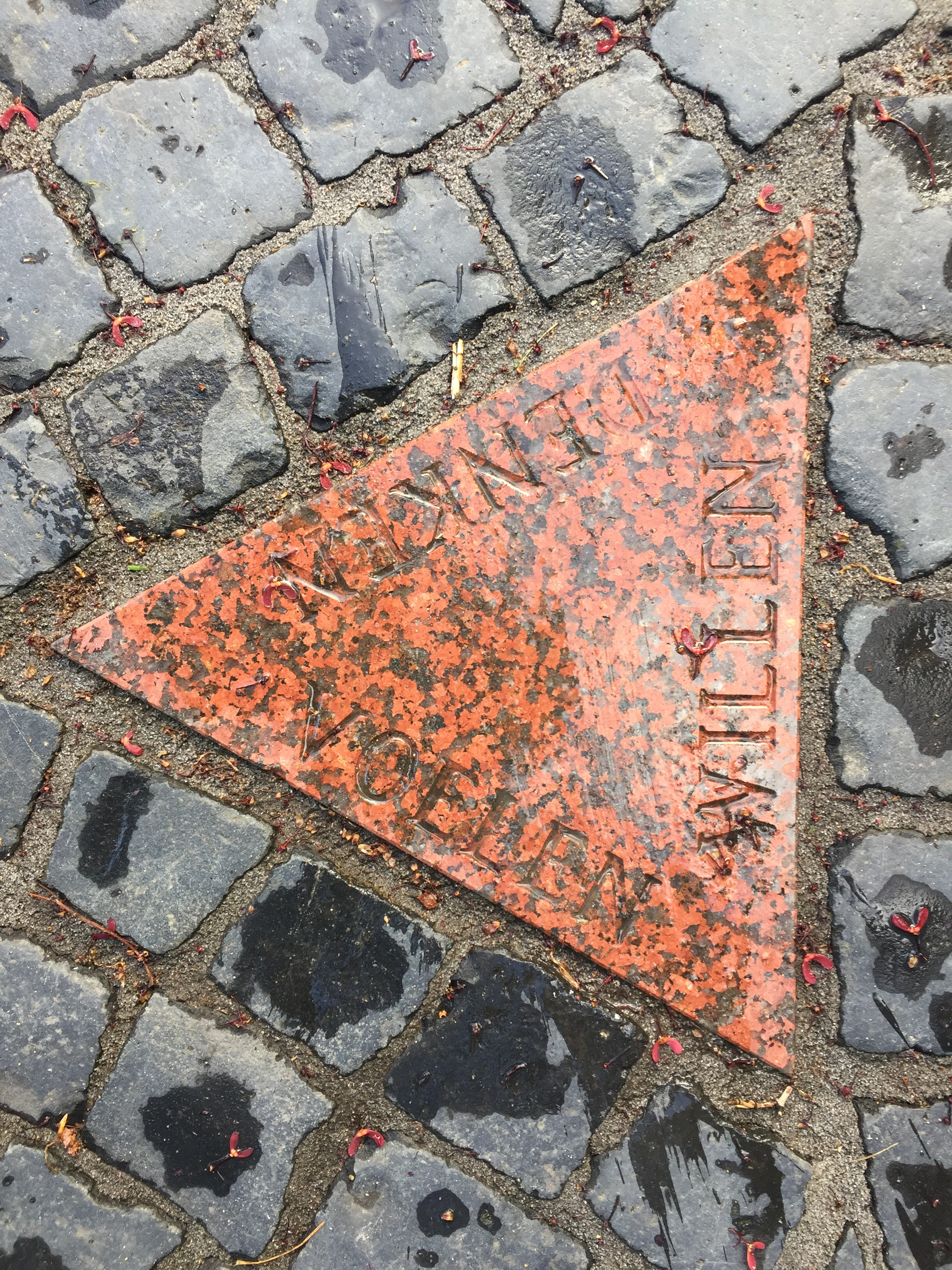
¨willen, voelen, denken¨, luidt de inscriptie.

## Herdenking
Elk jaar wordt er op 4 mei een dodenherdenking gehouden bij het bevrijdingsmonument aan de Vijverlaan. Om 20.00 is men twee minuten stil waarna het Wilhelmus wordt gezongen en er kransen en bloemen worden neergelegd. Tot slot wordt ook de bevrijdingsklok geluid.
Het Comité 40-45 en de oranjevereniging Velp voor Oranje zorgen sinds de plaatsing van het bevrijdingsmonument voor de aanwezigheid van enkele doedelzakspelers. Het geluid van doedelzakken was het eerste geluid wat de inwoners van Velp hoorden toen de geallieerden op 16 april 1945 het dorp binnen reden.